# Jean Claude Feutheu
Jean Claude Feutheu est un homme d'affaires, philanthrope et homme politique camerounais.

## Biographie

### Carrière
Jean Claude Feutheu bâtit le groupe qu'il dirige autour des loisirs et de l'hébergement. Il est député de l'ouest et promoteur d'hôtels,.
Il s’implique dans le développement de l’éducation en procurant du matériel aux établissements scolaires de sa région.